# 小鳩りあ
小鳩 りあ(こばと りあ、4月4日 - )は日本のインフルエンサー。女性アイドルグループ・でんぱ組.incのメンバーとして活動していた。福岡県出身。

## 略歴

### 2016年
- 9月22日 秋葉原ディアステージに入店し、小鳩りあ名義での活動を開始。[2]
- 11月18日 ディア☆メンバーとして活動開始。

### 2018年
- 1月27日　ディア☆から卒業。[3]
- 1月30日　ENGAG.ING メンバーとして活動開始。

### 2020年
- 9月30日 ラストライブ「True End」にてENGAG.INGでの活動終了。引き続きディアステージに所属し、活動を継続する意向を表明。[4]

### 2021年
- 2月16日 でんぱ組.incの成瀬瑛美卒業公演にサプライズ出演し新メンバーとして加入することが発表された。[5]

- 4月4日 Youtubeチャンネル「小鳩りあチャンネル」を開設。主に歌ってみた動画の投稿を始める。4月9日には中国の動画投稿サイトbilibiliにもチャンネルを開設し歌ってみた動画に中国語字幕をつけたもの等を投稿している。[6]
- 5月5日 でんぱ組.incのスピンオフユニットとして愛川こずえ・藤咲彩音らと共にチャペの泉 from でんぱ組.incを結成。[7]

### 2022年
- 3月19日 鹿目凛、空野青空らと共にYoutubeチャンネル「空の小鹿チャンネル」を開設。「3人のリアルな姿が360度から垣間見れる部室的空間」をテーマにバラエティ要素のある動画が公開されている。[8]

### 2023年
- 6月27日 Amebaにて個人ブログ「とりかご」を開設

### 2024年
- 4月30日 @JAM EXPO 2024ナビゲーター期間限定ユニットとしてJamsCollectionの一宮彩夏、Peel the Apple の浅原凜と共にrad sound rebelsを結成[9]
- 6月20日 同年4月7日の生誕ライブにて初披露されたソロ楽曲「ひらてうち」がデジタル配信リリースされた。

### 2025年
- 1月5日 『でんぱ組.inc THE ENDING「宇宙を救うのはきっと、でんぱ組.inc！」Day2』 にて、でんぱ組.incとしての活動を終了。[10]
- 3月8日 イベント「ゆめのあと」にて秋葉原ディアステージを卒業
- 3月31日 株式会社ディアステージを退所
- 4月2日 ミームトーキョーのRITOとのユニット「りとりあ」の結成を発表[11]

## 人物
- 高校生の頃メイドカフェでアルバイトをしていて、客からCD[12]をプレゼントされたことがきっかけででんぱ組.incのファンになり、アイドルを目指すようになった。[13]ステージでは「ピコッピクッピカッて恋してよ」等をカヴァーして歌っていた。[14]
- 芸名の由来について、食べ物の名前がいいなと思い(ヨーグルトの連想から)「ブルガリア」を希望するも、字面がキツすぎると指摘され「リア」だけが残り、現在の名前になった。[15]
- メンバーからは「いつも穏やかで何をしても怒らないみたいなイメージがある」と思われており、本人いわく「人に話しかけたりするのが苦手」[16]
- 好きなおつまみは枝豆[17]
- ライブのMC中にカラコンを交換することができる[18]

## 作品

### 楽曲
- 天使とLの庭で。 - 作詞・作曲 フワリ
  - 2017年2月16日 秋葉原ディアステージの企画にてリリースされたオリジナルソング。販売形態はダウンロードカードとCD-R。[19]
- ひとりぼっちにピリオドだ！ - 楽曲制作：MOSAIC.WAV
  - 2017年10月29日 音楽系オンリー即売会「M3」にて発売されたMOSAIC.WAVの同人CD「ツギハギ:⇔めいくぴーす!~May be friends?~」(CD品番:MOCD-0073)に収録されている。ゲストボーカルとして参加。[20]
- ヒ・ス・ト・リ・ア(ACE Version)
  - 2019年5月11日 秋葉原ディアステージ11周年記念の楽曲。QRコードのついたチェキによるダウンロード方式にて販売され[21]、同年10月より各種音楽配信サービスにて視聴可能になった。[22]Team ACEに歌唱参加。
- ひらてうち - 作詞：海猫沢めろん/小鳩りあ　作曲・編曲：古峰拓真
  - 2024年6月20日デジタル配信リリース
- Changing
  - 2024年7月6日リリース(CD品番：JAMR-0001) @JAM EXPO 2024ナビゲーター期間限定ユニット「rad sound rebels」の楽曲。C/Wにはソロバージョンも収録されている。
- アイドルになる - 作詞：小鳩りあ
  - 2024年9月に開催されたイベント「ゆびきり」にて初披露された。リリースの予定は無し。[23]
- gyutesite! - 作詞・作曲 中村さんそ[24]
  - 2025年4月2日に配信リリース。ユニット「りとりあ」の楽曲。
- seventeen feat. 小鳩りあ - 作詞・作曲・編曲 Neko Hacker
  - 2025年4月25日にM3にて先行リリースされたNeko Hackerの4thアルバム「Neko Hacker Ⅳ: Mirai Post」(CD品番：OFTN-0018)に収録された楽曲。

### 書籍
- 写真集「とりかご」 - 2021年3月PHOTOBOOK BASEより発売[25]

## 出演

### 雑誌掲載など
- 2020年
  - 7月17日 少年マガジンエッジ 2020年8月号 - 漫画「全部失っても、君だけは」(ISBN 9784065194515)に登場する架空のアイドルユニット「らぶビタミン」のコスプレをし、相沢梨紗・根本凪・恋汐りんごらと共にグラビア・インタビュー掲載

- 2021年
  - 1月15日 IDOL FILE Vol.20 ELEGANCE (シンコーミュージック ISBN 9784401762866) - モデル掲載
  - 4月12日 週刊プレイボーイ 2021年17号 - 鹿目凛、空野青空、根本凪と表紙・巻頭グラビア[26]
  - 7月19日 週刊プレイボーイ 2021年8/9号 - グラビア掲載[27]
  - 8月6日 ヤングガンガン No.16 - 根本凪と巻中グラビア掲載[28]

### CM
- エアリーアンドイージー 公式Movie 『おウチでランウェイ』篇 (2022年5月2日)[29]

### 舞台
- 劇団ディアステージ「トラブルメーカーwww2 〜隣の星は青く見える〜」(2023年7月7日)- 本人役としてゲスト出演
- ILCA × HIKE × アリスインプロジェクト 舞台『降臨SOUL』 (2023年11月30日)-「天帝」役としてゲスト出演
- 『グリザイア：ファントムトリガー THE STAGE』 (2024年5月2日-5月6日)-「狗駒邑沙季(ムラサキ)」役として出演[30]

### テレビドラマ
- JOKER×FACE 第1話(2019年1月15日)-地下アイドル役として出演
- トリリオンゲーム 第2話(2023年7月21日)[31]-「てんぱ組」メンバー りあぴ役として出演

### ミュージックビデオ
- ねもぺろ from でんぱ組.inc 「ベイビー♡ベイビー」(2020年8月10日)